# Ebbes bruk

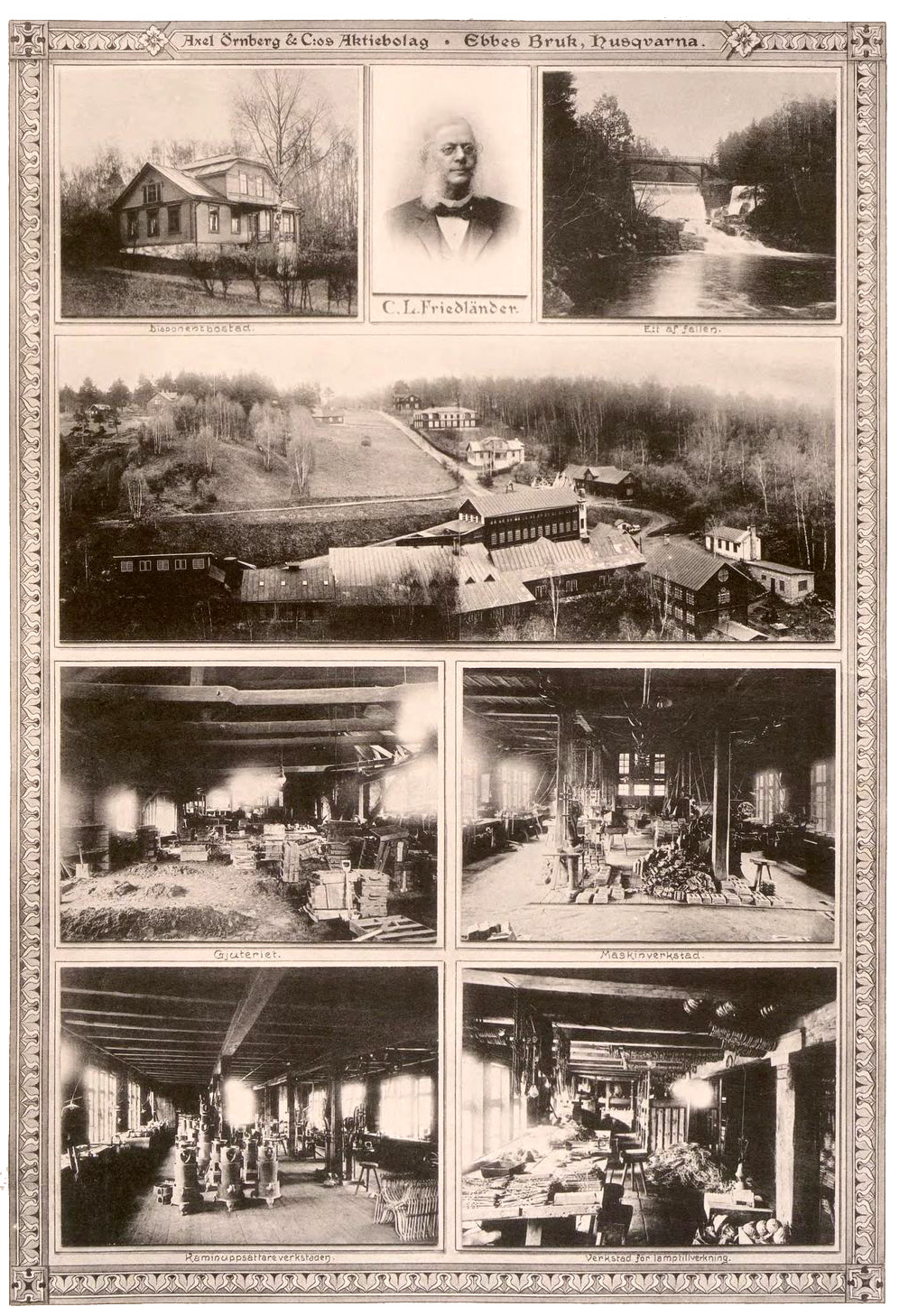
Bruket presenterat i bildverk 1905.

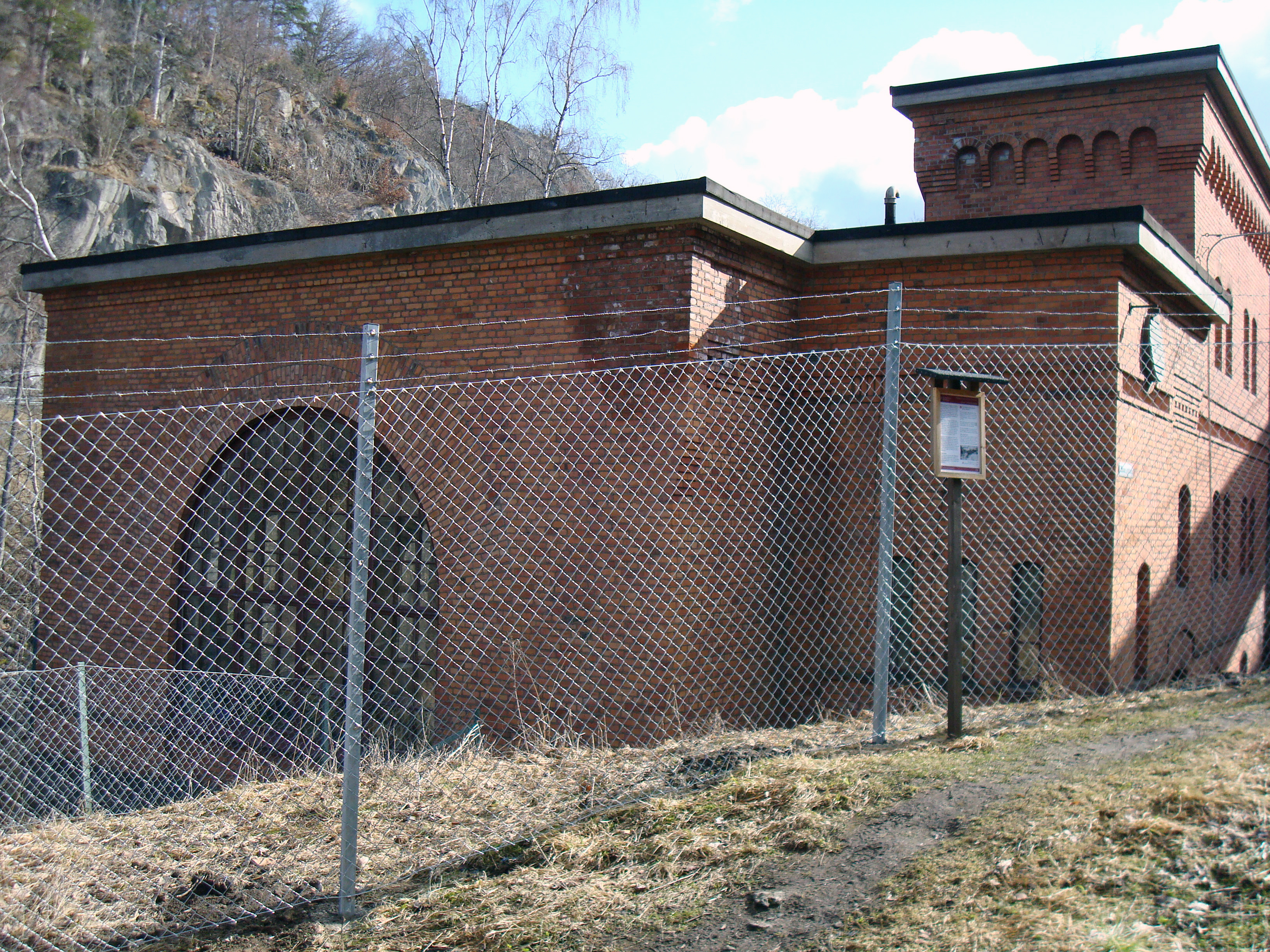
Ebbes kraftstation.

Ebbes bruk är ett bruk i Hakarps socken i Huskvarna, Jönköpings kommun. Bruket ligger vid Huskvarnaåns ravin några kilometer från Stensholm. Från Ådalsvägen utgår Ebbesvägen, som leder till Vattenfallsvägen, där bruket är beläget. År 1873 byggdes här ett gjuteri, som fick namnet Ebbes bruk. År 1898 anlade Munksjö pappersbruk i Jönköping Ebbes kraftstation nedanför Ebbes bruk. Kraften motsvarade 2 800 hk och användes av såväl Ebbes bruk som pappersbruket, beläget drygt en mil västerut. Kraftstationen visas nu som teknikhistoriskt museum.
Gjuteriet blev känt för sina kvalitetsprodukter såsom gjutjärnsspisar, kaminer, grytor, prydnadsföremål och hänglampor. De senare tillverkades i stort antal till ännu ej elektrifierade hushåll. Ett försök att konkurrera med den välkända AGA-spisen gjordes med en emaljerad motsvarighet kallad EBE-spisen. Brukets namn ändrades senare till EBE-verken. Det är nu borta och fabriksområdet bebyggt med bostadshus.

## Geografi
Ebbes bruk ligger bredvid ravinen till Huskvarnafallen i Huskvarnaån, förbunden med Ådalsvägen via Ebbesvägen och Vattenfallsvägen. Det är närheten till Huskvarnafallen som gjorde att bruket uppfördes där. En anledning till val av plats var förekomsten av ytmorän som kunde användas till gjutsand. Terrängen var dock väldigt svårframkomlig och den sista biten hade mer än 10 procents lutning.
År 1881 lät Friedländer bygga en genväg mellan bruket och Klevaliden. Ådalsvägen hade då inte byggts än. Problemen med transporter till och från Ebbes bruk var stora. Transporterna utfördes med oxforor och de utfördes ofta av torpare i Hakarp. Utöver dessa hade bruket egna hästar som transporterade till och från bruket.

## Historia

### Bruket grundas
Bruksegendomen till Ebbes bruk, som är namngivet av det närliggande kvarnverket Ebbes Qvarnverk, var avstyckad från Stensholms säteri. År 1873 köpte Carl Friedländer, dåvarande chef för Stensholms Pappersbruk och ingenjör Carl Laurenius området, som avstyckades från säteriet den 11 december 1873, som låg på Stensholm 1:3. Husförhörslängderna nämnde att ägarna var Carl Laurenius, Carl Friedländer och Olof Engberg. De anlade gjuterier och sliperier för bruksutnyttjande och 1876 låg antalet anställda på nio personer, som producerade 33 ton gjutgods, värda 6 000 kronor, under det året. De sex maskiner som fabriken hade drevs av en turbin. Friedländer gick dock ur 1874 och 1876 även Laurenius, och 1878 stod Engberg[A] som ensam ägare och verksamheten lades ned tills Friedländer tog upp verksamheten igen 1879. Laurenius blev då verkmästare och driftledare. Friedländer berättar till Kronofogden att "eftersom ombyggnad av anläggningen pågår har tillverkningen varit så obetydlig att rapport därom inte kan lemnas".
Under en utställning i Borås 1880 prisades framförallt deras spisar och grytor, som enligt uppgifter från en artikel i Industritidningen Norden från den 23 maj 1884, var spridd öfver en stor del af kontinenten, såsom Norge, Danmark, Finland och Österrike. Brukets varmluftsanläggningar patenterades 1881 i Sverige samt sedermera i flera länder. År 1881 hade bruket 41 anställda och 1882 36 anställda. Produktionsvärdet uppgick till 50 000 kronor. År 1891 hade bruket 90 anställda, som producerade 509 ton gjutgods, som tillsammans fick ett värde på 152 000 kronor.
När artikeln i Norden gavs ut 1884 bestod bruket av en envåningsbyggnad på 37x10 meter, med en mekanisk verkstad, sex svarvar, borr-, slip- och smärgelmaskiner samt ett gjuteri. Kupolugnen rymde 383 kg järn. Det fanns en lyftkran och en stor modellsamling (trämodeller för gjutningsprocessen). Årsproduktionen av gjutgods låg på omkring 425 000 kg. Utöver detta fanns år 1884 en arbetarbostad, en magasinsbyggnad, där det färdiga godset ställdes och en modellsnickareverkstad. Då hade man planerat utökning med två fabriksbyggnader som bland annat skulle innehålla en förnicklingsverkstad. Antalet anställda var 50. Man hade tre vattenfall i Huskvarnaån som gav 2 000 hästkrafter. Man tillverkade bland annat spisar, ugnar, axelledningar, maskiner för lantbruk och flera redskap. Man tillverkade många spjäll till kakelugnar. I april 1884 producerades 15 000 sådana spjäll. Kokkärl var man den första producenten av i Sverige, även om den produktionen lades ner kort därpå.

### 1890-talet
I början av 1890-talet började man att tillverka konstgjutgods i bruket, som exempelvis väggdekorationer med Sveriges regenter, ciselerade av Bernhard August Beskow. De dyraste gjutgodsen var förnicklade. Omkring samma tid började man tillverka amerikanska illuminationskaminer och var därigenom det första bruket som tillverkade sådana i Sverige. Då började bruket även tillverka cyklar och man gjorde alla delar förutom gummidetaljerna. Cykeltillverkningen resulterade dock inte i många cyklar. År 1898 var varmluftsapparater, spisar och kaminer fortfarande det man producerade mest, men konstgjutgodset blev allt större. Brukets fotogenlampor blev också populära och speciellt en modell med hängande taklampor. År 1897 tillverkades 20 000 hänglampor, då borträknat fotlamporna. Tolv formmaskiner höll igång lamptillverkningen. I slutet av 1800-talet köpte allt fler fotogenlampor, innan elektrifieringen tog fart. Därför var efterfrågan på fotogenlamporna mycket stor. Allt utom oljehus och brännare tillverkades vid bruket.

### Elektricitet och försäljning
År 1898 stod följande om kraftförsörjningen i en artikel från Nya Dagligt Allehanda:
| ”                              | Bruket drives af tvenne turbiner, varaf den ena lämnar kraft till blåsmaskinen och verkstaden, den andra för den elektriska belysningen som under dygnets mörka timmar sprider ljus i verkstäder och arbetslokaler. | „ |
| – Nya Dagligt Allehanda, 1898. | |   |

Arbetsstyrkan låg då på 125 personer. Bruket använde sig av det vattenfall som låg mittemot fabriken. En anlagd damm ledde vatten genom en öppen ränna till turbinerna. Den energi som utvanns genom detta var tillräckligt för den produktion som då fanns i fabriken, även om mycket större kapacitet fanns genom de tre vattenfall som bruket disponerade. Samtidigt använde sig Munksjö AB i Jönköping av 14 ångmaskiner för att klara av att försörja energibehovet i sitt pappersbruk och i och med att koks blev allt dyrare och att trefassystemet och högspänningsledningar börjat bli vanligare, vilket resulterade i att den elektriska energin kunde överföras allt längre, började pappersbruket överväga vattenkraft som energikälla. Därigenom började bolaget som ägde pappersbruket att förhandla med brukspatron Carl Friedländer vid Ebbes bruk om att använda deras vattenfall. Som ett resultat köpte Munksjö AB Ebbes bruk med alla byggnader, vattenrätten och jordområdet med tillträde från den 1 januari 1899. För att underlätta för bolaget slöts även kontrakt mellan de närliggande gårdarna Fagerslätt och Stensholm. Munksjö köpte Ebbes för 135 000 kronor. Friedländer hade enligt kontraktet rätt att arrendera bruket i 20 år framöver för 6 000 kronor per år, samt att överlåta kontraktet till en annan arrendator som hade godkänts av Munksjö.
Så gjorde Friedländer. Ett tag efter köpet, 1902, överlät han kontraktet till Axel Örnberg & Co., ett Göteborgsbaserat företag. Det var förmodligen dessa som beställde fotogenlamporna från Ebbes bruk och sålde vidare konstgjutgodset. Man sålde värmeapparaturen till Kristiansands domkyrka och gravkorsen på Hakarps kyrkas kyrkogård kommer från bruket. Uppemot 90 arbetare kan ha varit sysselsatta på fabriken vid tillfället. Det var under bolagets tid som Ebbes kraftstation togs i bruk, nämligen 1904 och som producerade elkraft till bruket och Munksjö. Örnberg & Co. drev företaget från 1902 till 1905 och överlät bruket till ett bolag på 15 personer som gick under namnet Ebbes Bruks Arrendatorer, senare ombildat till Ebbes Bruks Arrendeaktiebolag. Disponent var Jonas Gyllenberg. Månadslönen låg på 80 kronor. Arbetsdagen började vid 06:00 och slutade 18:00, med en halvtimme lång frukostrast och en middagsrast på en och en halv timme, en arbetsdag på tio timmar. På lördagar var arbetsdagen åtta timmar lång.
1909 bildades en sjukkassa som fick ekonomiskt stöd från bruket. En livsmedelsaffär som ägdes av Ebbes Arbetares Hushållsförening fanns i brukssamhället. Majoriteten av produktionen bestod av varmluftsanläggningar, kaminer och spisar samt olika uppvärmningsprodukter. Storstrejken 1909 drabbade inte företaget, utan arbetet fortgick som vanligt. En eftersläng av strejken infann sig 1913, med arbetslöshet och driftinskränkningar, vilket kan ha varit en av anledningarna till att man bytte ägare 1914.

### Från 1914: Ebbes Bruks Nya Arrendeaktiebolag
Det bolag som tog över verksamheten 1914 hette Ebbes Bruks Nya Arrendeaktiebolag och leddes av Oskar Bergström som disponent och hans svärfar Lars Magnus Sten som kamrer. Hans första chefstid inföll under första världskriget, vilket skapade en större sysselsättning vid bruket. En lågkonjunktur vid 1920-talets början drabbade bruket och fackföreningen hade konflikter med företaget, vilket resulterade i lockouter och strejker och man tvingades därför att införa korttidsveckor under vissa perioder. Trots problemen lyckades företaget överleva perioden, under vilken den huvudsakliga produktionen fortsatte att vara uppvärmningsprodukter som kaminer och spisar. Utöver detta tillverkades även gjutgods till små och stora motorer samt fläktar. 1926 hade bruket 71 anställda. Lågkonjunkturen förde dock en bra sak med sig, vilket var det nödhjälpsarbete som resulterade i byggandet av Ådalsvägen, vilket underlättade för brukets transporter.

### Bränder och namnbyten
Natten mellan den 18 och 19 december 1931 drabbades Ebbes bruks gjuteri av en eldsvåda. Eldsvådan upptäcktes av en poliskonstapel som patrullerade i Huskvarna omkring ett på natten. Polisen larmade disponent Bergström, som i sin tur larmade brandkåren, som kom med 10 man och motorspruta. Brandposterna var dock frusna, så man fick ta vatten från svallbassängen som tillhörde Ebbes kraftstation. Ytterligare sex man anlände i en ny brandbil och de tog vattnet från Jutaholms dammar. Man tror att branden började i smältugnen i gjuteriet och när brandstyrkan var på plats var hela gjuteriet övertänt. Dock lyckades branden begränsas dit och klockan fyra på morgonen var hela branden släckt. Även om flera värdefulla brätt och modeller gick förlorade lyckades man rädda modellförrådet, verkstäder och kontor. Vid tidpunkten arbetade 100 anställda varav 35 gjutare på fabriken.
Efter branden var det osäkert om man skulle bygga upp gjuteriet igen, men förhandlingar mellan disponent Bergström och Munksjö AB gjorde att man byggde upp det igen, mestadels på grund av den stora efterfrågan som fanns på brukets produkter. Vid uppbyggnaden byggde man till en emaljeringsverkstad, som stod klar 1933. De första produkterna som man valde att emaljera var brukets kaminer, men senare även järnspisar, följt av sanitetsgods, formar, grytor och liknande hushållsgods. Gravvaser emaljerade man också. Emaljeringen medförde en större yrkesstab, som i slutet av 1930-talet bestod av 125 man. 1937 bytte man till Ebe-Verken AB.
Den 9 februari 1940 kom dock bruket att brinna ner helt och hållet. Branden berodde på en exploderad blåslampa och alla byggnader, av trä, brann ner. Brandposterna var genomfrusna, på grund av närmare -30°C föregående natt. All Huskvarnas brandpersonal jämte brukets egen brandpersonal kämpade för att släcka elden och Jönköpings brandkår anslöt med två brandbilar och en tankvagn. Kontorsanställda arbetade frenetiskt med att rädda viktiga handlingar till disponentbostaden och en del hann sparas innan även det brann ner. Man lyckades rädda kraftstationen. Nästan alla verkstäder brann ner, såsom lagerlokaler och kontor. Halva gjuteriet gick dock att rädda jämte modellförrådet och emaljverkstaden. Munksjö hade brandförsäkrat sina byggnader till 100 000 kronor och Ebe-Verken för 300 000 kronor. 120 anställda blev utan jobb och försäkringspengarna täckte inte förlusten. Man förde dialog med Hakarps kommun om kommunalt stöd för ny fabriksmark och man hade planer på att förflytta verksamheten till de nuvarande "Lekerydstågen" med de idag radhusförsedda gatorna Blåklintsvägen och Näckrosstigen utmed Huskvarnaån, en knapp kilometer därifrån, men detta blev inte gjort, utan istället uppfördes nya byggnader på den ursprungliga fabrikstomten. Ungefär samtidigt gick brukets avtal ut med Munksjö AB och därigenom disponerade man själv över de nyuppförda byggnaderna.

### Konflikten 1945
När arbetet väl kommit igång efter branden utbröt metallstrejken 1945 och bruket stod stilla i fem månader. Gjuteriarbetet som pågick på bruket lockade inte längre till sig många arbetare och man anlitade därför många utländska arbetare. År 1951 avled disponent Bergström och hans son Valter Bergström tog över som disponent. En radikal ombyggnad av gjuteriets byggnad ägde rum under 1950-talet under hans ledning. Man byggde en stor betongbyggnad med en anläggning för sandberedning och gjuteriet uppdaterades. År 1960 tillverkades varmluftsapparater, kaminer, tryckkokare, vedspisar, hushållsgods, gasspisar och olika sorters gjutgods. Man hade 71 anställda och tillverkade produkter värda 1,5 miljoner kronor varje år.

### Ytterligare en brand och flytt
Den 9 november 1962 kom dock fabriken att drabbas än en gång av en brand. Branden startade vid femtiden, men på grund av att den som larmade inte kunde tala svenska utan bara kunde tala finska tog det lång tid innan brandkåren anlände, men efter ett tag kom cirka 50 man. Kontoret, renseriet, packen och förrådet brann ned och emaljeringsverkstaden blev svårt skadad. Branden uppstod förmodligen ur en gnista som hade råkat komma in till ett förråd från en kupolugn, i vilket branden började. Viktiga handlingar som orderfakturor och ritningar fanns kvar i det nerbrunna kontoret, likaså viktiga modeller, även om man sparade en del handlingar genom att bära ut dem. Värdefulla modeller och sanitetsgjutgods totalförstördes, men viktiga konstruktionsritningar att använda till tillverkning av varmluftsapparater vid den fabriksanläggning som planerades i Oskarshamn räddades. Återigen byggdes allt upp och produktionen fortgick till 1966 när den förflyttades till Oskarshamn.
I maj 1964 meddelade disponent Bergström att bruket höll på att uppföra ett gjuteri i Oskarshamn. Då hade man redan flyttat varmluftsapparatstillverkningen och företagets huvudkontor skulle förflyttas till Oskarshamn. År 1966 var anläggningen helt klar och man började avveckla fabriken i Hakarp. Under sommaren 1966 levererades de sista godsen från bruket i Hakarp. Ytterst få följde med till den nya anläggningen.

## Åsikter

### Omdöme

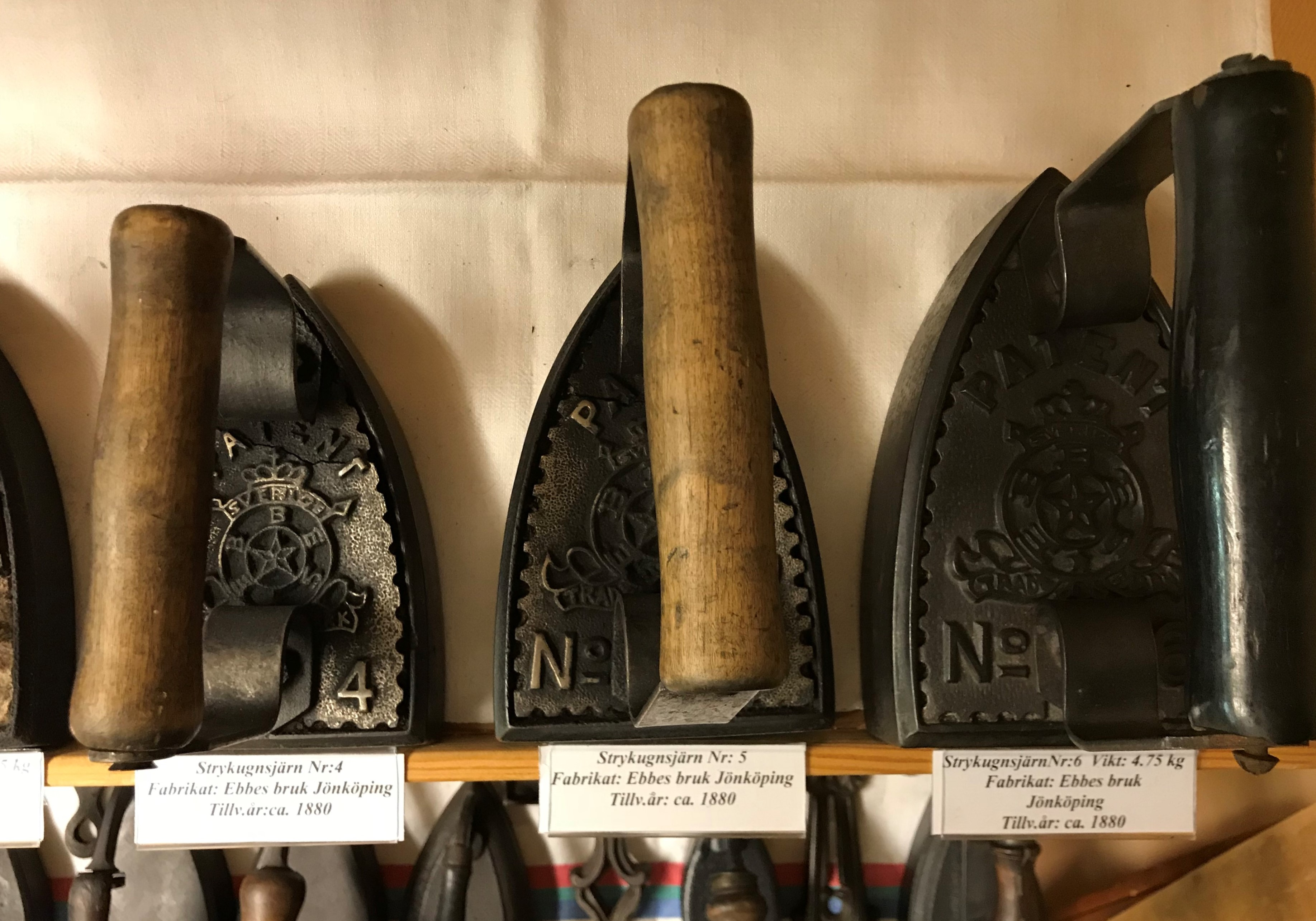
Strykugnsjärn från cirka 1880 på Strykjärnsmuseum i Malmköping

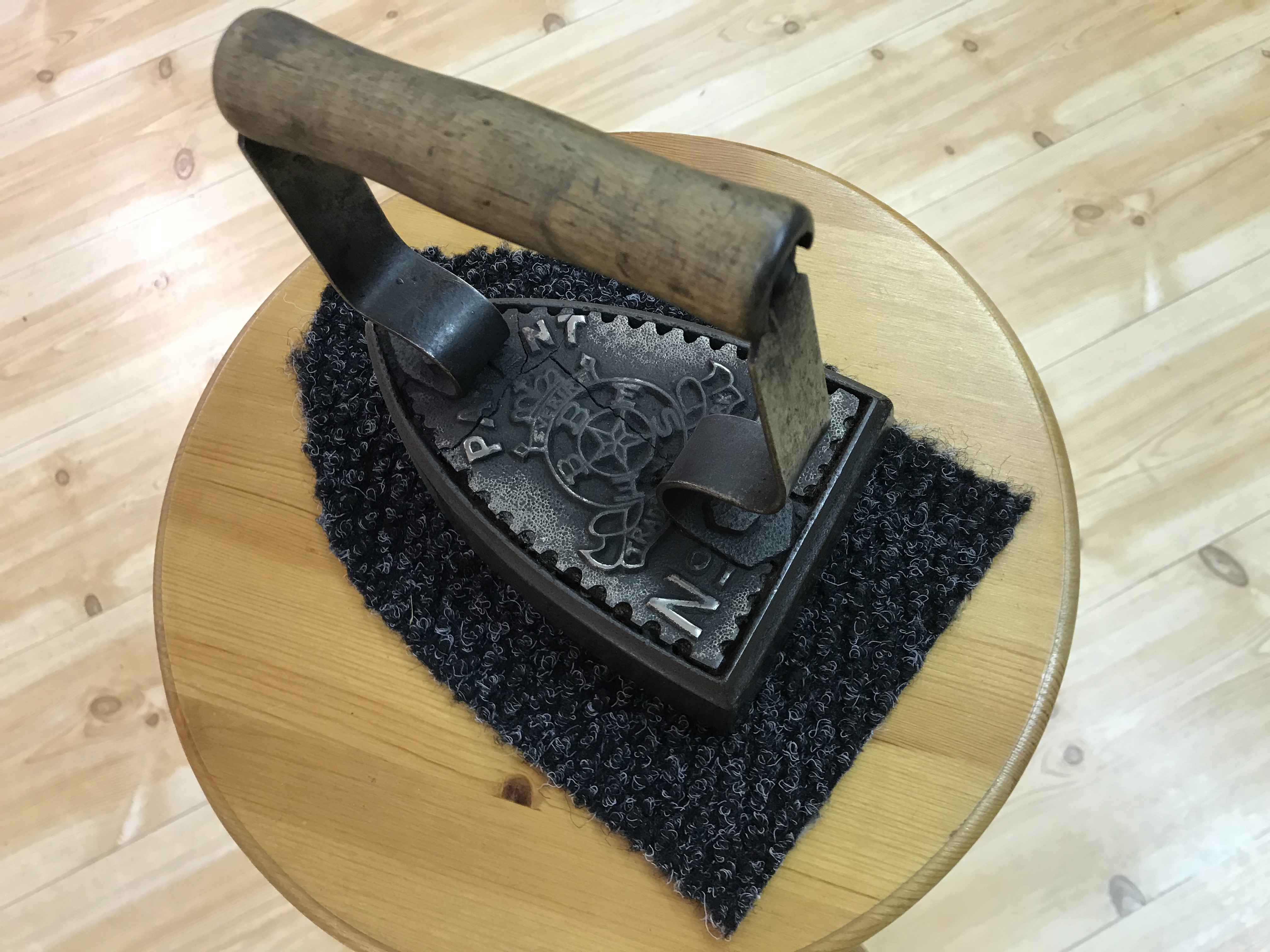
Strykugnsjärn från cirka 1880 på Strykjärnsmuseum i Malmköping

Aftonbladet skrev 1886 en artikel om Ebbes bruk. Artikeln uppmärksammade företagets varmluftsapparater och att dessa passar bra i kyrkor och skolor eftersom de tar förbränningsluft utifrån och inte inifrån. Jönköpings-Posten citerade artikeln och skrev:
| ” | "att Bruket intager en av de allra främsta rummen bland svenska gjuterier." Ebbesprodukterna har varit utställda i Stockholm, och Aftonbladet slösar beröm över Ebbes Bruk. "Gjutytan å samtliga de utställda föremålen är utomordentligt fin och jemn, och afbildningarna i dessa äro så klara och skarpa som om de vore tecknade med stickel. Man kan tryggt påstå, att ifråga om vackert gjute är Ebbes utan medtäflare i Sverige, och att Bolaget icke har något att frukta af utlandet..." | „ |
| – Jönköpings-Posten citerar ur Aftonbladet 1886. De delar som inte omgärdas av citattecken är Jönköpings-Postens egna kommentarer. | |   |

År 1891 berömde Smålands Allehanda brukets produkter vid en utställning i Göteborg och det är återigen värmeanläggningarna och gjutgodset som får mest beröm, samt verkets illuminationskaminer och cyklar. På utställningen visas kaminen 'Splenlid för första gången, i en förnicklad och en oputsad version.

### Eftermäle
Ebbes Bruk hade en stark prägel på samhället i Hakarp. Många familjer arbetade i generationer på bruket och det fanns många skickliga hantverkare. Trots att bruket brann åtskilliga gånger, att det låg på ett svårtillgängligt ställe och att fabrikerna ofta var i dåligt skick, lyckades bruket hävda sig mot sina konkurrenter. När företaget flyttade till Oskarshamn behöll man firmanamnet, men efter flera ägarbyten försvann namnet som varumärke. Det blir allt ovanligare med produkter från bruket och fabriksbyggnaderna är rivna och ersatta av ett bostadsområde. Ebbes produkter var kända över hela Sverige under sin samtid och hade även viss internationell hävd. På Hakarps kyrkas kyrkogård finns flera gravkors som göts i bruket.